# Андалусия
Андалусия (на испански: Andalucía, изговаря се Андалусѝя) е автономна област в Испания. Състои се от осем провинции: Хаен (Jaén), Кордоба (Córdoba), Севиля (Sevilla), Алмерия (Almería), Гранада (Granada), Малага (Málaga), Кадис (Cádiz) и Уелва (Huelva). Столицата е Севиля, където е седалището на местния парламент, а съдебната палата се намира в Гранада.
Андалусия е най-голямата автономна област по население и втора по територия след Кастилия и Леон. Областта е разположена в южна Испания. На запад граничи с Португалия, на север с автономните области Естремадура и Кастилия-Ла Манча, на изток с Мурсия и на юг със Средиземно море и Атлантическия океан.
Регионът е с богата история, датираща от хилядолетия. Владяна от финикийци, римляни, вестготи, маври и испанци, Андалусия е културна съкровищница, съхранила безброй паметници от различни цивилизации. В градовете Кордоба, Севиля и Гранада могат да се видят едни от най-големите постижения на ислямската култура. Стотици замъци и крепости се извисяват над бели градове и плодородни равнини, свидетели на вековната борба на испанците да отвоюват земите си от ислямските нашественици.
Днес Андалусия е динамично развиващ се регион и е туристическа дестинация. Освен културните паметници, Андалусия разполага с прекрасни плажове, множество курорти, като Марбеля, Торемолинос, Михас, Малага, Алмунекар, Салобреня; високи планини, включително Сиера Невада, с най-високия връх в Испания, Муласен (3478 м); разнообразна природа от влажната делта на Гуадалкивир до пустините на Алмерия.

## История

### Древна история
Най-старите известни обитатели на Андалусия са иберите. 
Около 1000 г. пр.н.е. западна Андалусия е център на първата развита цивилизация на Иберийския полуостров, Тартес, спомената от Херодот, Страбон и Плиний Стари. Малко факти са известни за тази цивилизация, която изчезва от историята през 5 век пр.н.е.
Финикийците колонизират части от крайбрежието около 1300 г. пр.н.е.. Най-важният им град е Гадес (Кадис), един от най-старите градове в Европа, основан около 1100 г. пр.н.е.. Градът е защитен с крепостна стена и укрепления. Финикийците донасят на местните келтибери знанието как да разработват златни и сребърни мини систематично, както и нови идеи и обичаи.  Малага става един от най-големите центрове за осоляване на риба за времето си. 
След падането на финикийските градове под ударите първо на Асирия, а след това и на Персия, Картаген става главната сила в западното Средиземноморие и владее части от Андалусия. Картагенски търговци и миньори се заселват в Тартес и от там започват създаването на градове и колонии на Иберийския полуостров. След поражението от Римската република в Първата пуническа война, Картаген завоюва цялата област. 

### Римско завоюване на Андалусия
През 201 г. пр.н.е. в резултат на Втората пуническа война, картагенската власт на полуострова е ликвидирана.  Андалусия става римска провинция под името Бетика със столица Италика (близо до днешна Севиля). Бетика става една от най-богатите и важни провинции на Римската империя, като я осигурява с висококачествени метали (мед, желязо, сребро, злато) и селскостопански продукти.
Последният град под картагенска власт е Кадис, който е превзет от Римската република през 206 г. пр.н.е.. Петнадесет години по-късно южната (днешна Андалусия) и източната части на Иберийския полуостров са организирани в римската провинция Далечна Испания. 

### Вестготско кралство
По време на разпадането на Римската империя през 5 век, в днешна Андалусия се установяват първо вандалите, а след това вестготите. Вандалите дават името на провинцията, което първоначално е „Вандалусия“. Вестготите въвеждат католицизма.  Вестготското кралство успява да изтласка Византийската империя, която за кратко време владее югоизточна Андалусия.

### Средновековие
Между 711 и 718 г., раздираното от вътрешни конфликти Вестготско кралство е разгромено от ислямски нашественици от Северна Африка, които завладяват почти целия полуостров, като Андалусия става техен основен център.
Първоначално Ал-Андалус, както арабите нарекли техните владения в Испания, е провинция на Умаядския халифат до 750 г. След това е основан независимият Кордобски емират, който през 929 прераства в Кордобски халифат. През 1031 г. халифатът се разпада на множество независими кралства, наречени тайфас, което улеснява Реконкистата на християнските кралства на север. През 1212 г. в северната част на Андалусия, при Лас Навас де Толоса става решителното сражение между мюсюлманите, подкрепяни от Алмохадите и обединениете армии на Кастилия, Арагон и Навара. Победата на испанците е повратна точка в Реконкистата, като скоро след това са завладени Кордоба и Севиля и към средата на 13 век мюсюлманите владеят само Емирство Гранада в югоизточна Андалусия, където тяхната власт остава до 1492 г., когато испанците водени от кралица Исабела и крал Фернандо завладяват тяхната столица.
По време на ислямското владичество, андалуската култура и икономика процъфтяват. Построени са шедьоври на архитектурата, като джамията в Кордоба и дворецът-крепост Алхамбра в Гранада. Развиват се науката, изкуството, астрономията, математиката, медицината. Селското стопанство отбелязва значителен напредък с въвеждането на напоителни системи и нови култури, като например ориз. През 10 век със своите повече от 500 000 жители, Кордоба е най-големият град в Европа.

## Административно деление
Столица на Андалусия е Севиля. 

## Население
В Андалусия се празнуват именни дни. 

## Икономика
Брутният вътрешен продукт на Андалусия е $201 087 000 000 (2006), което я нарежда на второ място в Испания след Каталония и Мадрид. По БВП на човек на населението (€17 251), областта все още изостава от средното ниво за страната и е на предпоследно място, преди Естремадура.
Андалусия има добре развито земеделие, особено в плодородната долина на Гуадалкивир и оранжериите в провинция Алмерия. Добиват се големи количества пшеница, ориз, маслини, цитрусови плодове, ягоди, домати, корк.
Промишлеността е също добре развита. Сред по важните отрасли са черна металургия в Алхесирас; цветна металургия в Уелва (мед) и Линарес (олово); машиностроене в Севиля, Кадис, Кордоба, Мартос и други; автомобилостроене в Линарес; самолетостроене в Севиля и Кадис; вагоностроене в Линарес; корабостроене в Кадис, Пуерто Реал, Севиля и Уелва; електротехническа в Кадис, Севиля, Хаен; химическа в Уелва, Севиля, Малага, Гранада, Алмерия и други; нефтопреработвателна в Уелва и Алхесирас; текстилна в Севиля, Малага, Кодоба и хранително-вкусова промишленост, развита повсеместно.
Секторът на услугите играе най-голяма роля в икономиката на Андалусия, като с най-голямо значение е туризмът и съпътстващите го услуги.

### Туризъм
В Андалусия се намират 23 природни парка и 30 резервата. Сред известните курорти са Коста дел Сол, Хуелва и Ислантила. В тях се предлагат възможности за различни видове спорт. 
Андалусия е известна с ислямската архитектура, останала от владичеството на маврите, както и с ренесансова и барокова архитектура от по-късно. 
Най-известният празник е карнавалът в Кадис. От март до ноември се провеждат кориди. 

## Транспорт
Андалусия разполага с гъста транспортна мрежа, която включва над 1500 км автомагистрали. Всички големи градове са свързани с националната железопътна мрежа, като има високоскоростна жп връзка на Севиля и Малага с Мадрид. Най-важните пристанища са Алхесирас (с най-голям товарооборот в Испания), Малага, Кадис, Уелва и Севиля. В Андалусия има над 40 летища, от които пет са международни – Севиля, Херес де ла Фронтера, Малага, Гранада и Алмерия.

## Култура
В Андалусия се развива фламенкото. 
Пабло Пикасо е роден в Малага, където има и музей, посветен на него. 